# پرستوی خط‌دار
پرستوی خط‌دار (نام علمی: Cecropis striolata) نام یک گونه از سرده پرستوهای حنایی است.